# Гурьянов, Владимир Кузьмич
Влади́мир Кузьми́ч Гурья́нов (5 июля 1922—2005, Москва) — советский государственный и военный деятель, генерал-лейтенант КГБ СССР, трижды лауреат Государственной премии СССР.

## Биография
Родился 5 июля 1922 года в городе Кологрив. Был активным комсомольским деятелем, в 1940 году окончил школу, в этом же году вступил в ВКП(б).
В РККА с 1940 года. Служил на Дальневосточном фронте в 106-м укреплённом районе. В этом году поступил на курсы командиров, окончил их в августе 1941 года. После окончания курсов был заместителем командира роты по политической части, затем вновь учился, уже на курсах усовершенствования офицеров связи.
После окончания курсов служил в войсках НКВД СССР. Участник Великой Отечественной войны. Командовал взводом 146-й отдельной кабельно-шестовой роты (17-й батальон войск правительственной связи НКВД) на Карельском фронте.
Участник освобождения города Петрозаводска. В 1944 году переведён в 311-й отдельный полк войск правительственной связи НКВД СССР, был начальником отделения боевой подготовки. Участвовал в штурме городов Киркенес и Петсамо, был награждён орденом Красной Звезды. Участник боёв с войсками милитаристской Японии.
После войны демобилизован. В 1946 году Гурьянов начал учёбу в Военной академии связи (Ленинград), учился на радиотехническом факультете. В 1952 году окончил академию с присвоением квалификации «военный инженер-радиотехник»
Работал в ЦНИИ-108, затем в НИИ-37 Министерства радиопрома, начал работу в должности старшего научного сотрудника. Работал на разных должностях, вёл научную деятельность, занимал должность заместителя директора ЦНИИ.
Гурьянов был Главным конструктором передающего центра радиолокационного комплекса сверхдальнего обнаружения баллистических ракет для системы ПРО.
С 1969 года Гурьянов начал работу в КГБ СССР. В этом же году назначен на должность начальника отдела 8-го Главного управления (Шифровально-дешифровального) КГБ СССР, затем — на должность заместителя начальника этого управления.
С 1971 года занимал должность 1-го заместителя начальника 8-го Главного управления КГБ СССР.
С 1974 года занимал должность начальника Хозяйственного управления КГБ СССР.
В 1976 году назначен на должность 1-го заместителя начальника Главного управления пограничных войск при КГБ СССР, также был главным конструктором комплекса электронных специальных средств погранконтроля аэропорта Шереметьево.
С 1988 года — в отставке.
В отставке работал советником Всероссийской организации ветеранов, был членом Совета этой организации.
Скончался в 2005 году в Москве. Похоронен на Троекуровском кладбище Москвы, участок 6а.

## Награды
Награды Российской Федерации:
- Медаль ордена «За заслуги перед Отечеством» II степени
- Нагрудный знак «Почётный сотрудник пограничной службы ФСБ России»
- медали

Награды СССР
- 2 Ордена Трудового Красного Знамени
- Орден Отечественной войны I степени
- 3 Орден Красной Звезды
- Орден «За службу Родине в Вооружённых Силах СССР» III степени
- 2 медали «За боевые заслуги»
- Медаль «За отличие в охране государственной границы СССР»
- Медаль «За укрепление боевого содружества»
- Государственная премия СССР — за научное и практическое решение проблемы, обеспечившей получение государственно-значимого оперативного результата.
- Государственная премия СССР — за разработку идеологии прикрытия границы современными сигнализационными комплексами, их создание и внедрение.
- Государственная премия СССР — за разработку комплекса электронных специальных средств пограничного контроля.
- Именное огнестрельное оружие
- Другие награды

Иностранные награды
- 2 медали «Братство по оружию» (Польша)
- Медаль «За заслуги Национальной Народный Армии» (ГДР)
- Орден «Дружба народов» (Афганистан)
- Медаль «За хорошую охрану границ» (Афганистан)
- Медаль «От благодарного афганского народа» (Афганистан)
- Другие ордена и медали